# Robert Kert
Robert Kert (* 1971 in Wien) ist ein österreichischer Jurist und Universitätsprofessor. Kert ist Professor für Strafrecht und Strafprozessrecht sowie Institutsvorstand am Institut für Österreichisches und Europäisches Wirtschaftsstrafrecht der Wirtschaftsuniversität Wien.

## Ausbildung
Robert Kert wurde 1971 in Wien geboren und wuchs in Feldkirch im Bundesland Vorarlberg auf, wo er zunächst die Volksschule und von 1982 bis 1990 das Bundesgymnasium Feldkirch besuchte. In den Jahren 1990 bis 1994 studierte Kert Rechtswissenschaften an der Rechtswissenschaftlichen Fakultät der Universität Wien. Am 21. November 1994 erfolgte die Sponsion zum Magister der Rechtswissenschaften (Mag.iur.).
Im Jahr 1995 schloss sich daran das Doktoratsstudium der Rechtswissenschaften an, welches Robert Kert 1995 und 1997 für mehrmonatige Forschungsaufenthalte an der Forschungsstelle für Deutsches und Europäisches Lebensmittelstrafrecht der Universität Bayreuth im Rahmen eines Stipendiums des Bundesministeriums für Wissenschaft und Forschung unterbrach. Außerdem absolvierte er im Jahr 1996 auch den Zivildienst beim Verein für Bewährungshilfe und Soziale Arbeit im Bereich der Geschäftsstelle Wien des Außergerichtlichen Tatausgleichs. Am 13. Juli 2001 wurde Kert an der Universität Wien mit einer Dissertation über die Auswirkungen des Europarechts auf das österreichische Lebensmittelstrafrecht zum Doktor der Rechtswissenschaften (Dr. iur.) promoviert.

## Beruflicher Werdegang
Während seines Doktoratsstudiums und auch darüber hinaus war Robert Kert von Oktober 1997 bis April 2009 als Universitätsassistent am Institut für Strafrecht und Kriminologie der Universität Wien angestellt. Von Februar bis September 2006 absolvierte er einen Forschungsaufenthalt am Lehrstuhl für Strafrecht und Strafprozessrecht der Universität Bayreuth bei Professor Gerhard Dannecker. Am 1. Mai 2009 wurde er als Assistenzprofessor für Strafrecht und Strafprozessrecht an der Universität Wien angestellt.
Mit 1. Oktober 2013 wurde Robert Kert zum Universitätsprofessor für Strafrecht und Strafprozessrecht an der Wirtschaftsuniversität Wien ernannt. Nachdem Wolfgang Brandstetter, der bis dahin Institutsvorstand des Instituts für Österreichisches und Europäisches Wirtschaftsstrafrecht gewesen war, im Dezember 2013 als Justizminister angelobt wurde, folgte Kert ihm als Vorstand des Instituts nach. Auch nach Brandstetters Rückkehr an die Wirtschaftsuniversität im Jänner 2018 blieb Robert Kert Institutsvorstand des Strafrechtsinstituts an der WU.
Seit Dezember 2023 ist er Teil einer Untersuchungskommission des Justizministeriums, die politische Einflussnahmen auf die österreichische Justiz untersuchen soll.